# Phasiinae

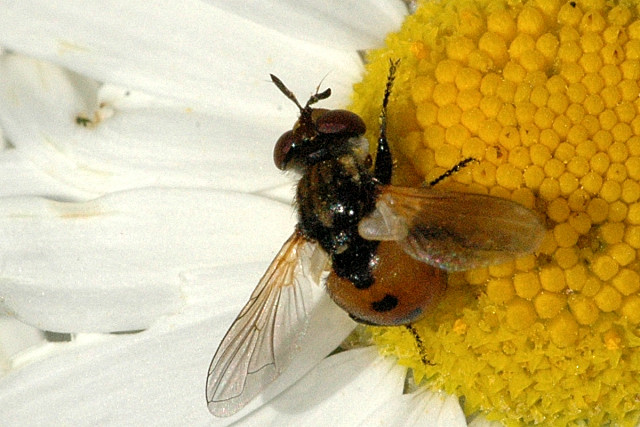
Gymnosoma nudifrons macho

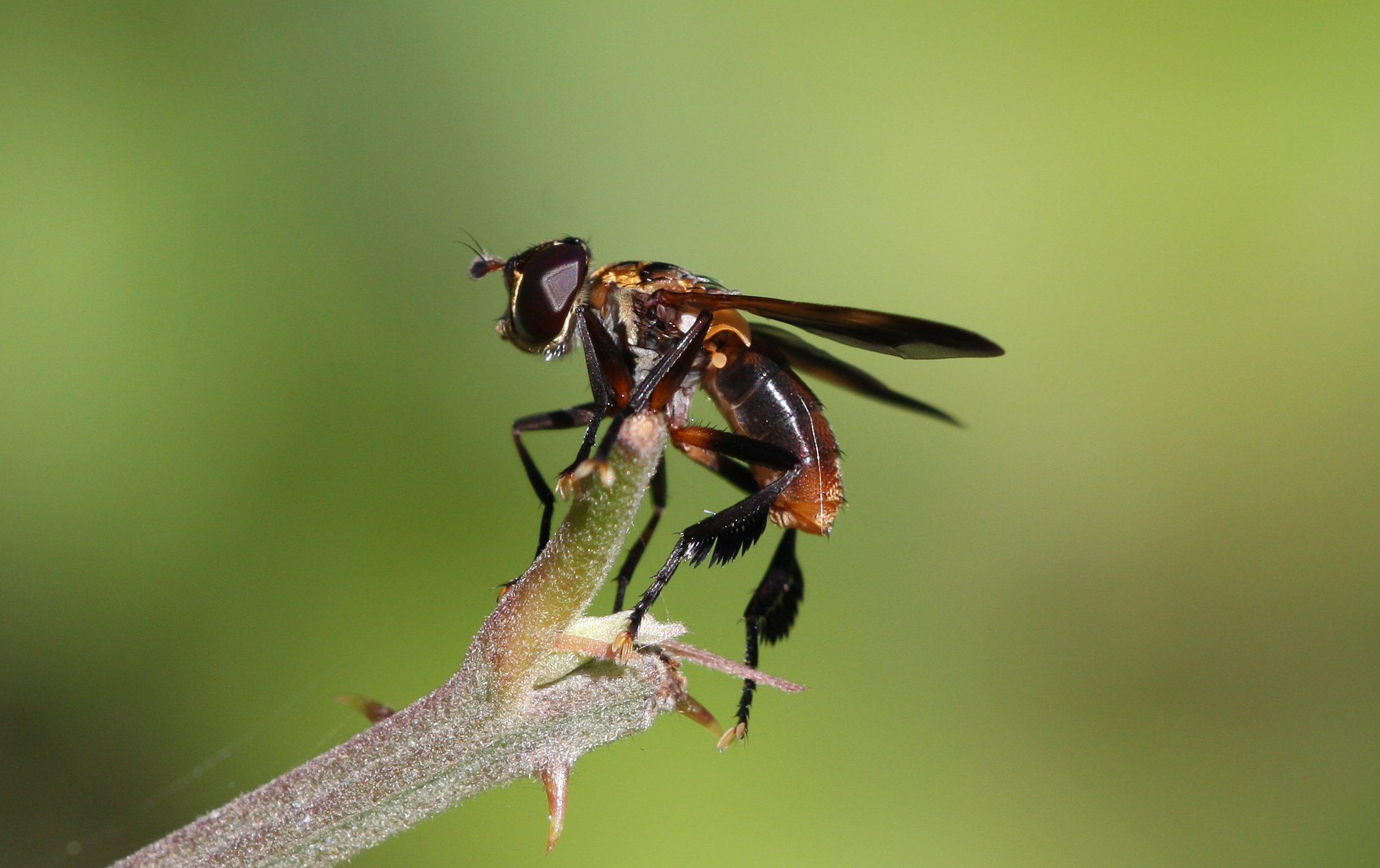
Trichopoda pennipes

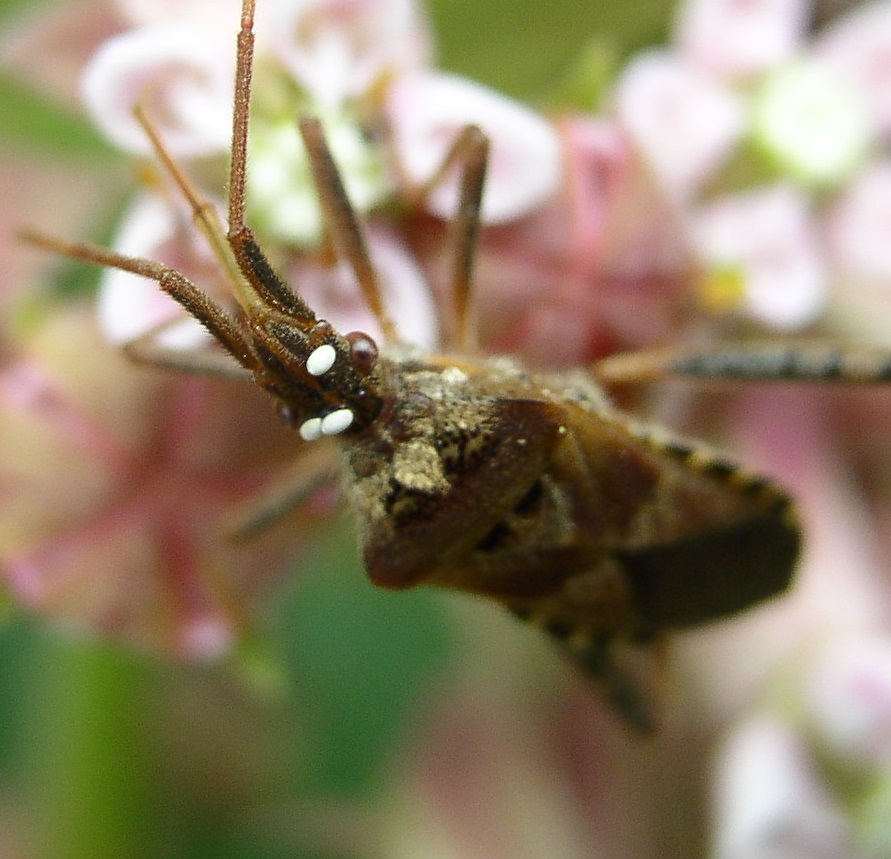
Huevos de taquínido (subfamilia Phasiinae, posiblemente Trichopoda pennipes) en Leptoglossus occidentalis

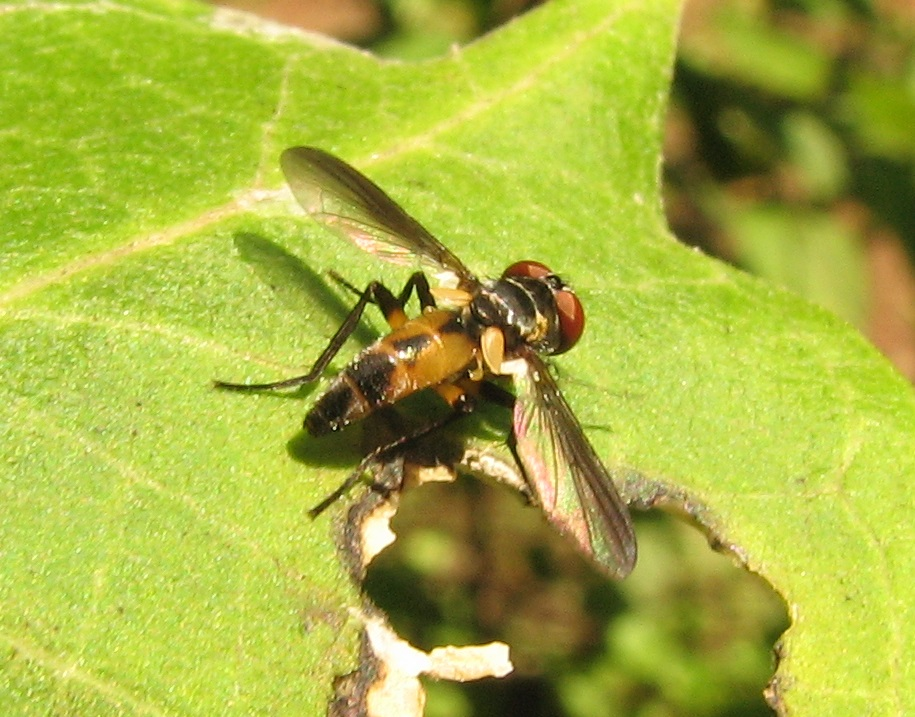
Xanthomelanodes arcuatus

Phasiinae es una subfamilia de moscas de la familia Tachinidae. Son parasitoides de Heteroptera, muchos de ellos plagas de cultivos.

## Algunas tribus y géneros
- Tribu Catharosiini

- Catharosia Róndani, 1868
- Litophasia Girschner, 1887

- Tribu Cylindromyiini

- Besseria Robineau-Desvoidy, 1830
- Catapariprosopa Townsend, 1927
- Cylindromyia Meigen, 1803
- Hemyda Robineau-Desvoidy, 1830
- Lophosia Meigen, 1824
- Penthosia Wulp, 1892
- Phania Meigen, 1824

- Tribu Eutherini

- Redtenbacheria Schiner, 1861 
- Euthera Loew, 1854

- Tribu Leucostomatini

- Calyptromyia Villeneuve, 1915
- Cinochira Zetterstedt, 1845
- Clairvillia Robineau-Desvoidy, 1830
- Clairvilliops Mesnil, 1959
- Dionaea Robineau-Desvoidy, 1830
- Labigastera Macquart, 1834
- Leucostoma Meigen, 1803

- Tribu Phasiini

- Cistogaster Latreille, 1829
- Clytiomya Róndani, 1861
- Ectophasia Townsend, 1912
- Eliozeta Róndani, 1856
- Gymnoclytia Brauer & von Bergenstamm, 1893
- Gymnosoma Meigen, 1803
- Opesia Robineau-Desvoidy, 1863
- Phasia Latreille, 1804
- Subclytia Pandellé, 1894

- Tribu Trichopodini

- Trichopoda Berthold, 1827
- Xanthomelanopsis Townsend, 1917